# François Willem de Virieu

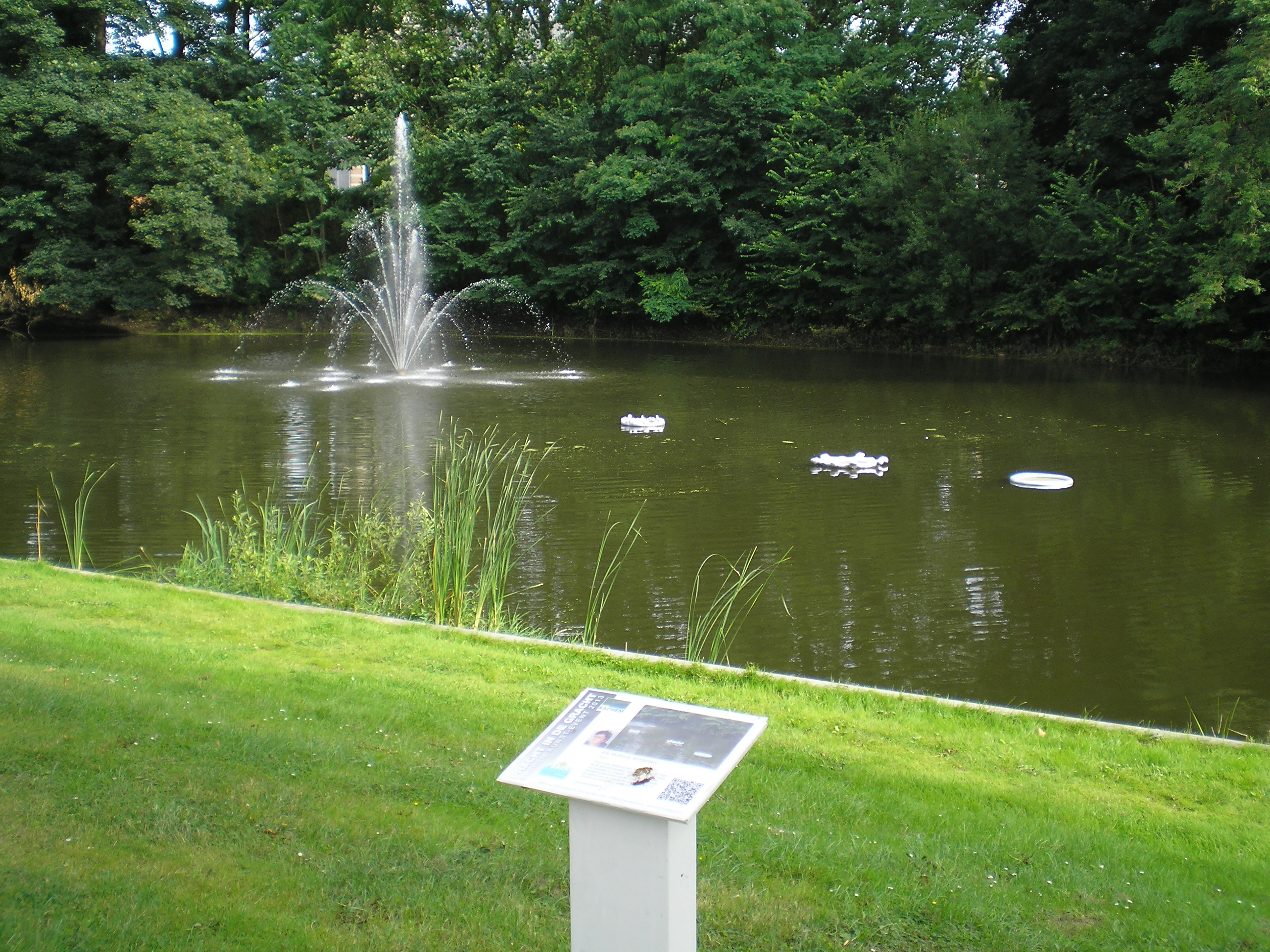
De door F.W. de Virieu heringerichte stadswallen gezien vanaf de De Virieusingel

François (of Francois) Willem de Virieu (Zaltbommel, 17 maart 1789 - aldaar, 11 september 1876) was een Nederlands kunstenaar en landschapsarchitect. Hij fungeerde als stadsarchitect van Zaltbommel. In die hoedanigheid vormde hij de vestingwallen rond die stad om tot een park.
De Virieu was directeur van het postkantoor en actief voor verschillende maatschappelijke organisaties in Zaltbommel, zoals de Maatschappij tot Nut van 't Algemeen. Ook was hij oprichter van Herensociëteit De Verdraagzaamheid. Hij was lid van de Provinciale Staten van Gelderland en werd benoemd tot ridder in de Orde van de Nederlandse Leeuw en commandeur in de Orde van de Eikenkroon.
In Zaltbommel is de De Virieusingel vernoemd naar De Virieu.

## Familie
De Virieu was een lid van de in 1933 in het Nederland's Patriciaat opgenomen familie De Virieu en een zoon van luitenant-generaal Willem Cornelis de Virieu (1762-1852) en diens eerste echtgenote Cornelia Maria de Jonge (1766-1789), lid van de familie De Jonge, die laatste negen dagen na zijn geboorte overleed. Hij trouwde in 1816 met Maria Clasina Johanna van Gijsen Koning (1799-1831) met wie hij drie dochters kreeg. Door het huwelijk van zijn oudste dochter werd hij de schoonvader van museumdirecteur Conrad Leemans (1809-1893).